# Permeabilidade magnética

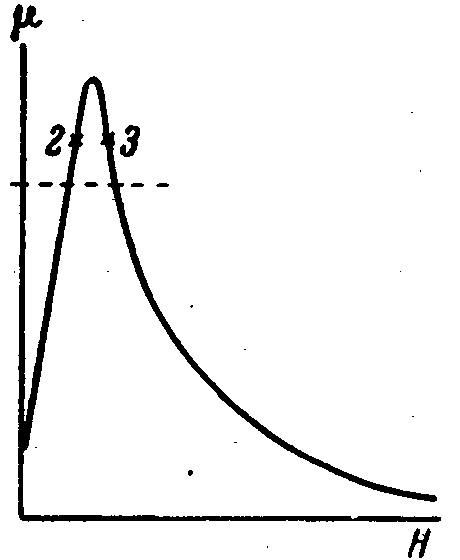
Curva de Permeabilidade Magnética do Ferro - 1921, Oleg Losev (Domínio Público)

A permeabilidade magnética mensura o campo magnético no interior de um material - devido ao campo magnetizante {\displaystyle {\vec {H}}} preexistente na região onde o material é colocado bem como à magnetização por este induzida no material - em relação ao próprio campo magnetizante {\displaystyle {\vec {H}}} em questão.
Ao colocar o material no local considerado, no interior deste material verifica-se a presença de um campo magnético {\displaystyle {\vec {B}}} cujo valor deve-se tanto ao campo magnetizante quanto à magnetização induzida no material em resposta a este último. Define-se a permeabilidade absoluta μ como:
{\displaystyle \mu ={\frac {B}{H}},}   
em que B é o valor do campo magnético {\displaystyle {\vec {B}}} realmente presente no interior do material (também conhecido como "indução magnética" ou "densidade de fluxo magnético", embora estas nomenclaturas não sejam muito adequadas ) e H é o módulo do "campo magnetizante" {\displaystyle {\vec {H}}}.
Observe que {\displaystyle {\vec {H}}} é um campo auxiliar associado ao campo magnético {\displaystyle {\vec {B}}_{0}=\mu _{0}{\vec {H}}} que existiria na região onde encontra-se o material caso não houvesse matéria ali presente, ou seja, caso houvesse vácuo no local. {\displaystyle {\vec {H}}} é o campo que induz a magnetização do material, ao passo que o campo magnético resultante {\displaystyle {\vec {B}}} tem parcelas devidas tanto ao campo magnetizante  ({\displaystyle {\vec {B}}_{0}}) - que existiria ali sem a presença do material - quanto ao campo {\displaystyle {\vec {B}}_{M}}, oriundo apenas da magnetização exibida pelo material em resposta à {\displaystyle {\vec {H}}}. Para materiais homogêneos e lineares:
{\displaystyle {\vec {B}}={\vec {B}}_{0}+{\vec {B}}_{M}=\mu _{0}{\vec {H}}(1+\chi _{m})}   
onde
{\displaystyle {\vec {B}}_{0}=\mu _{0}{\vec {H}}}
seria o campo existente na região na ausência do material e
{\displaystyle {\vec {B}}_{M}=\chi _{m}{\vec {B}}_{0}=\chi _{m}(\mu _{0}{\vec {H}})}
é o campo devido apenas à resposta do material quando em presença do campo {\displaystyle {\vec {B}}_{0}}, sendo este {\displaystyle \chi _{m}} vezes maior do que o campo {\displaystyle {\vec {B}}_{0}}.
Repare que em essência {\displaystyle {\vec {B}}_{0}} e {\displaystyle {\vec {H}}} referem-se ao mesmo campo magnetizante - contudo medidos em unidades diferentes, visto que {\displaystyle \mu _{0}} - a permeabilidade magnética do vácuo, experimentalmente determinada e tabelada - é uma constante física que possui unidade. O uso de {\displaystyle {\vec {H}}} em detrimento de {\displaystyle {\vec {B}}_{0}} para medir-se o "campo magnetizante"  é contudo, por razões práticas, um padrão. {\displaystyle {\vec {H}}} e {\displaystyle {\vec {B}}_{0}}, assim como o próprio {\displaystyle {\vec {B}}}, são todos, pois, campos magnéticos, diferindo entre si apenas em relação às suas respectivas fontes causadoras da mesma forma que um campo magnético de um solenóide difere de um campo magnético de um toróide. Nomenclaturas específicas tentando caracterizá-los como grandezas distintas não fazem, portanto, sentido algum.
A constante {\displaystyle \chi _{m}} é nomeada susceptibilidade magnética do material.
Nas unidades SI, o campo magnético é medido em tesla, o campo magnetizante - ou simplesmente campo {\displaystyle {\vec {H}}} - em amperes por metro, e a permeabilidade em henrys por metro (H/m), newton por ampere quadrado (N/A²), ou ainda em tesla metro por ampère (T.m/A), sendo as três unidades associadas à permeabilidade equivalentes.
A permeabilidade relativa, por vezes escrita com o símbolo μr e frequentemente apenas com {\displaystyle k_{m}}, é a razão entre a permeabilidade absoluta do material e a permeabilidade do espaço livre (vácuo) μ0:
{\displaystyle \mu _{r}=k_{m}={\frac {\mu }{\mu _{0}}}=\chi _{m}+1}
onde μ0 = 4π·10−7 N·A−2.
Segundo as equações de Maxwell sobre a velocidade das ondas eletromagnéticas temos a relação:
{\displaystyle \mu _{0}={\frac {1}{\varepsilon _{0}c^{2}}}}
Onde ε0 é a constante de permissividade do vácuo e c a velocidade da luz.